# Pałac w Rogoźniku
Pałac w Rogoźniku – wybudowany w XVIII w. w Rogoźniku.

## Położenie
Pałac położony jest we wsi Rogoźnik w Polsce, w województwie dolnośląskim, w powiecie legnickim, w gminie Ruja.

## Opis
Piętrowy pałac kryty dachem naczółkowym, wybudowany na planie czworoboku.
Obiekt jest częścią zespołu pałacowego, w skład którego wchodzi jeszcze park.